# Arkadiusz Moryto
Arkadiusz Moryto (ur. 31 sierpnia 1997 w Krakowie) – polski piłkarz ręczny, grający na pozycji prawoskrzydłowego, od 2018 r. zawodnik Vive Kielce. Reprezentant kraju, uczestnik mistrzostw świata i Europy. Najlepszy skrzydłowy Superligi w sezonach 2016/17 i 2017/2018, król strzelców tych rozgrywek w sezonie 2017/18 w barwach Zagłębia Lubin oraz w sezonach 2018/19, 2019/20 i 2020/21 w barwach Barlinek Industrii Kielce.

## Kariera klubowa
Wychowanek Kusego Kraków, z którym w 2014 r. zdobył wicemistrzostwo Polski juniorów młodszych, zostając najlepszym graczem turnieju finałowego MPJM. W latach 2013–2016 był uczniem i zawodnikiem SMS Gdańsk. W sezonie 2014/15 wystąpił w 25 spotkaniach I ligi, rzucając 101 bramek. W sezonie 2015/16 rozegrał 20 meczów i zdobył 143 gole, zajmując 4. miejsce w klasyfikacji najlepszych strzelców I ligi.
W latach 2016–2018 był zawodnikiem Zagłębia Lubin. W Superlidze zadebiutował 14 września 2016 w wygranym spotkaniu z KPR Legionowo (34:23), w którym zdobył cztery gole. W sezonie 2016/17, w którym rozegrał 30 meczów i rzucił 160 bramek, zajął 4. miejsce w klasyfikacji najlepszych strzelców Superligi, a także został wybrany najlepszym skrzydłowym rozgrywek. W sezonie 2017/18, w którym rozegrał 30 meczów i zdobył 227 goli, został królem strzelców Superligi (tytuł został mu przyznany po fazie zasadniczej, w której zanotował 28 spotkań i 217 bramek). W sezonie 2017/18 otrzymał także nagrodę dla najlepszego skrzydłowego Superligi. Ponadto 3 lutego 2018 w wygranym meczu ze Stalą Mielec (33:26) zdobył 15 goli, ustanawiając nowy rekord rzuconych bramek przez jednego zawodnika w jednym spotkaniu ligi zawodowej (poprawił o jednego gola osiągnięcia Marka Daćki z marca 2017 r.).
W lipcu 2018 r. został zawodnikiem Vive Kielce, z którym podpisał trzyletni kontrakt (informację o transferze ogłoszono na początku października 2017 r.). W kieleckim zespole zadebiutował 31 sierpnia 2018 w ligowym meczu z Gwardią Opole (36:26), w którym zdobył 4 gole. Pierwszy raz w Lidze Mistrzów wystąpił 15 września 2018 w przegranym spotkaniu z węgierskim Veszprém (27:29), w którym rzucił 1 bramkę. 2 października 2018 w meczu Superligi z Piotrkowianinem Piotrków Trybunalski (45:32) zdobył 17 goli, ustanawiając tym samym nowy rekord rzuconych bramek przez jednego zawodnika w jednym spotkaniu ligi zawodowej. W październiku 2018 r., po wygranym meczu Ligi Mistrzów z IFK Kristianstad (33:31), w którym zdobył 7 goli, został pierwszy raz wybrany do najlepszej „siódemki” kolejki LM. W sezonie 2018/2019, w którym rozegrał w lidze 30 meczów i rzucił 173 bramki, został królem strzelców Superligi (tytuł został mu przyznany po fazie zasadniczej, w której zanotował 25 spotkań i 158 goli; w całych rozgrywkach więcej bramek od niego zdobył Adrian Kondratiuk). Ponadto wystąpił w 20 meczach Ligi Mistrzów, w których rzucił 61 goli, w tym 10 w rozegranym 2 czerwca 2019 spotkaniu o 3. miejsce z Barceloną (35:40).

## Kariera reprezentacyjna
W 2014 r. uczestniczył w mistrzostwach Europy U-18 w Polsce, podczas których rozegrał siedem meczów i rzucił 15 bramek. W 2015 wystąpił w mistrzostwach świata U-19 w Rosji (19. miejsce), w których był najlepszym strzelcem reprezentacji Polski – w siedmiu spotkaniach zdobył 35 goli. Podczas mistrzostw Europy U-20 w Danii (2016) rozegrał siedem meczów i rzucił 41 bramek (skuteczność: 75%), zajmując 5. miejsce w klasyfikacji najlepszych strzelców turnieju.
W październiku 2014 r. został powołany przez trenera Michaela Bieglera na konsultację szkoleniową reprezentacji Polski seniorów. W grudniu 2016 znalazł się w szerokiej kadrze na mistrzostwa świata we Francji. W tym samym miesiącu uczestniczył w zgrupowaniu reprezentacji w Kielcach. Następnie został przesunięty do kadry młodzieżowej, w barwach której wystąpił na początku stycznia 2017 w turnieju kwalifikacyjnym do mistrzostw świata U-21 (zagrał w trzech meczach, w których zdobył 12 bramek).
W reprezentacji Polski zadebiutował 8 stycznia 2017 w rozegranym podczas turnieju towarzyskiego w Hiszpanii spotkaniu z Argentyną (26:26). W styczniu 2017 uczestniczył w mistrzostwach świata we Francji, w których rozegrał siedem meczów i zdobył 12 goli. Pierwszą bramkę dla reprezentacji rzucił 14 stycznia 2017 w przegranym spotkaniu fazy grupowej MŚ z Brazylią. W rozegranych w maju i czerwcu 2017 czterech meczach kwalifikacyjnych do mistrzostw Europy w Chorwacji (2018) zdobył 16 goli. W styczniu 2018 wystąpił we wszystkich trzech spotkaniach turnieju eliminacyjnego do mistrzostw świata w Danii i Niemczech (2019), rzucając 17 bramek. W kwalifikacjach do mistrzostw Europy 2020 rozegrał sześć meczów i zdobył 27 goli.

## Życie prywatne
Syn koszykarza Jacka Moryty. Żonaty z Magdaleną (zd. Orłowską), również piłkarką ręczną. W styczniu 2021 r. został ojcem Szymona.

## Sukcesy
Vive Kielce

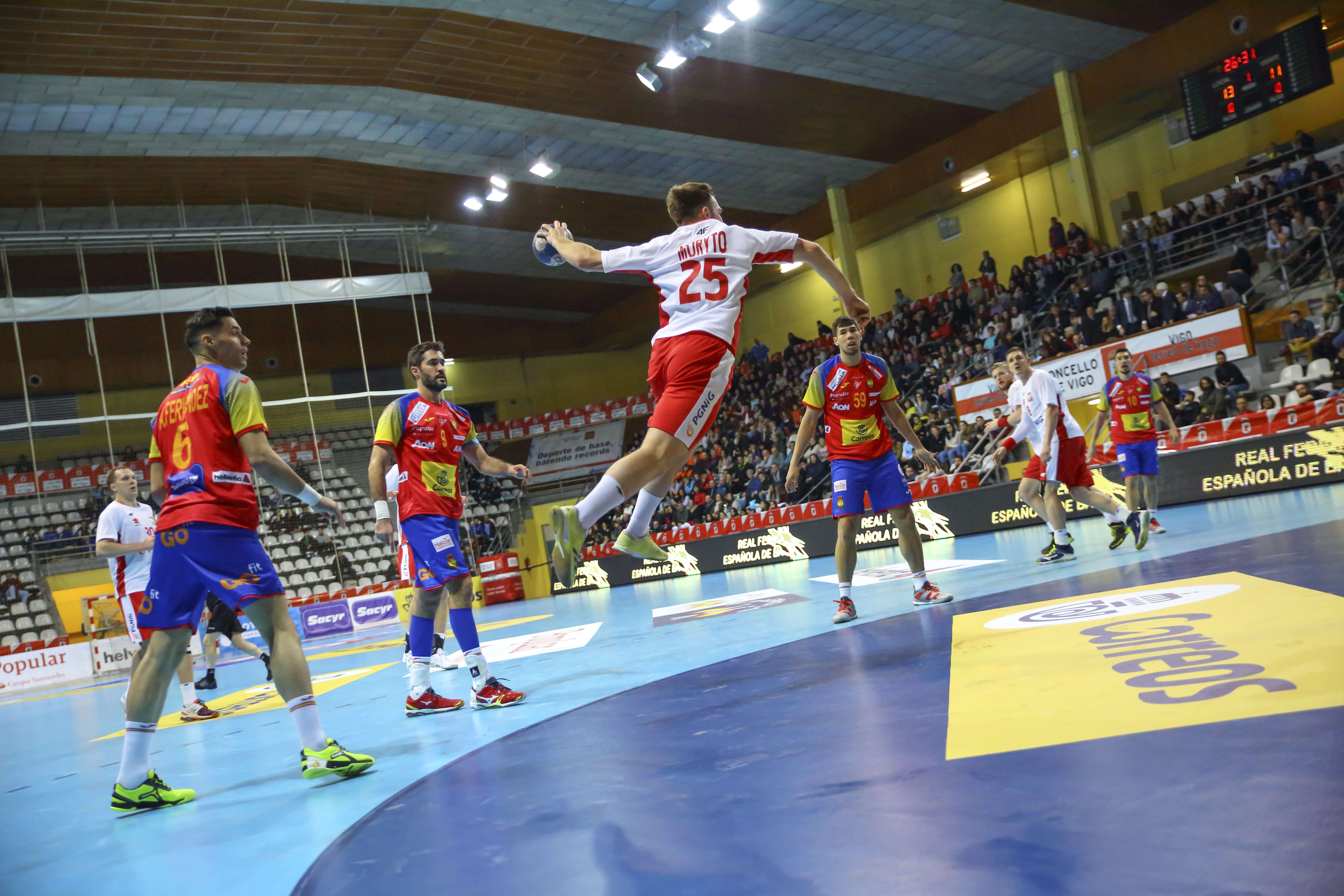
Arkadiusz Moryto oddaje rzut na bramkę w meczu z Hiszpanią (2018)

- Mistrzostwo Polski: 2018/2019, 2019/2020, 2020/2021[26], 2021/2022[27]
- Puchar Polski: 2018/2019, 2020/2021
- Finał Ligi Mistrzów: 2022
- 3. miejsce Klubowych Mistrzostw Świata: 2022[28]

Indywidualne
- Król strzelców Superligi:
  - 2017/2018 (217 bramek; łącznie 227 bramek – Zagłębie Lubin)[7]
  - 2018/2019 (158 bramek; łącznie 173 bramki – Vive Kielce)
- 4. miejsce w klasyfikacji najlepszych strzelców Superligi: 2016/2017 (160 bramek; Zagłębie Lubin)[5]
- 4. miejsce w klasyfikacji najlepszych strzelców I ligi: 2015/2016 (143 bramki; SMS Gdańsk)[4]
- 5. miejsce w klasyfikacji najlepszych strzelców mistrzostw Europy U-20: 2016 (41 bramek)[17]
- Najlepszy skrzydłowy Superligi: 2016/2017[6], 2017/2018[8] (Zagłębie Lubin)
- Gracz Miesiąca Superligi – luty 2017 (Zagłębie Lubin)[29]
- Najlepszy młody prawoskrzydłowy świata w sezonie 2018/2019 w konkursie Handball Planet[30]

## Statystyki
| Klub                            | Sezon     | Liga      | Liga | Liga | Liga | Puchar kraju | Puchar kraju | Puchar kraju | Liga Mistrzów | Liga Mistrzów | Liga Mistrzów | Razem | Razem | Razem |
| Klub                            | Sezon     | Liga      | M    | B    | Śr.  | M            | B            | Śr.          | M             | B             | Śr.           | M     | B     | Śr.   |
| ------------------------------- | --------- | --------- | ---- | ---- | ---- | ------------ | ------------ | ------------ | ------------- | ------------- | ------------- | ----- | ----- | ----- |
| SMS Gdańsk                      | 2014/2015 | I liga    | 25   | 101  | 4    | –            | –            | –            | –             | –             | –             | 25    | 101   | 4     |
| SMS Gdańsk                      | 2015/2016 | I liga    | 20   | 143  | 7,2  | –            | –            | –            | –             | –             | –             | 20    | 143   | 7,2   |
| SMS Gdańsk                      | Razem     | Razem     | 45   | 244  | 5,4  | –            | –            | –            | –             | –             | –             | 45    | 244   | 5,4   |
| Zagłębie Lubin                  | 2016/2017 | Superliga | 30   | 160  | 5,3  | 0            | 0            | 0            | –             | –             | –             | 30    | 160   | 5,3   |
| Zagłębie Lubin                  | 2017/2018 | Superliga | 30   | 227  | 7,6  | 1            | 6            | 6            | –             | –             | –             | 31    | 233   | 7,5   |
| Zagłębie Lubin                  | Razem     | Razem     | 60   | 387  | 6,5  | 1            | 6            | 6            | –             | –             | –             | 61    | 393   | 6,4   |
| Vive Kielce                     | 2018/2019 | Superliga | 30   | 173  | 5,8  | 3            | 14           | 4,7          | 20            | 61            | 3,1           | 53    | 248   | 4,7   |
| Stan na koniec sezonu 2018/2019 |           |           |      |      |      |              |              |              |               |               |               |       |       |       |